# 恩納省
恩納省 （義大利語：Provincia di Enna）是意大利西西里大区的一個省，位于西西里岛的中部，为西西里省份中唯一不靠海的省份。面積2,562平方公里，2006年年終人口176,959人。首府恩納。下分20市鎮。
自西西里省份被取消后，该省在2015年被恩纳自由市镇联合体所取代。